# 로카데반드로
로카데반드로(이탈리아어: Rocca d'Evandro)는 이탈리아 캄파니아주 카세르타도에 있는 코무네이다. 나폴리로부터는 북서쪽으로 90km 카세르타에선 북서쪽으로 70km 거리에 있다.